# Grüne Zone

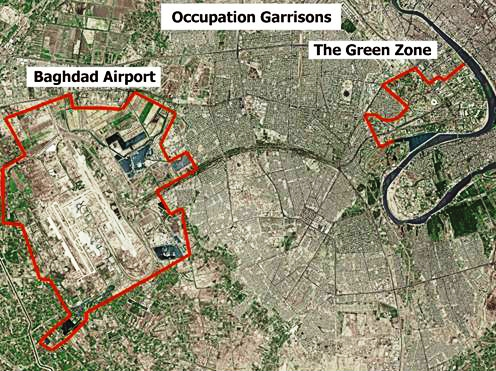
Der Flughafen von Bagdad und die Grüne Zone

Die Grüne Zone (auch Internationale Zone von Bagdad; arabisch المنطقة الخضراء, DMG al-Minṭaqa al-ḫaḍrāʾ) ist ein 10 km² großes Areal im Zentrum Bagdads, das die irakische Übergangsregierung beherbergte und bis heute das Zentrum internationaler Präsenz in der Stadt darstellt. Auch das irakische Parlament liegt in der Grünen Zone.
2010 erlangte die Grüne Zone erneute Bekanntheit durch den nach ihr benannten Film „Green Zone“, der sich thematisch innerhalb sowie in der Nähe der Grünen Zone bewegt.

## Situation

### Name und Situation vor 2003
Der offizielle Name, der dem Bereich von der irakischen Interimsregierung gegeben wurde, lautet „Internationale Zone“, trotzdem wird das Areal meist als „Grüne Zone“ bezeichnet. Demgegenüber steht die sogenannte „Rote Zone“, die sich auf Teile Bagdads direkt außerhalb der Grünen Zone bezieht, aber auch allgemein für ungesicherte Bereiche außerhalb von Militärposten verwendet wird. Beide Wortschöpfungen kommen aus der militärischen Sprache.
Das Areal beherbergte ursprünglich die Villen von hohen Regierungsbeamten, einige Staatsministerien und Paläste von Saddam Hussein und seiner Familie. Der größte Palast war der sogenannte Republikanische Palast, Husseins hauptsächlicher Regierungssitz.

### Nach der Invasion 2003

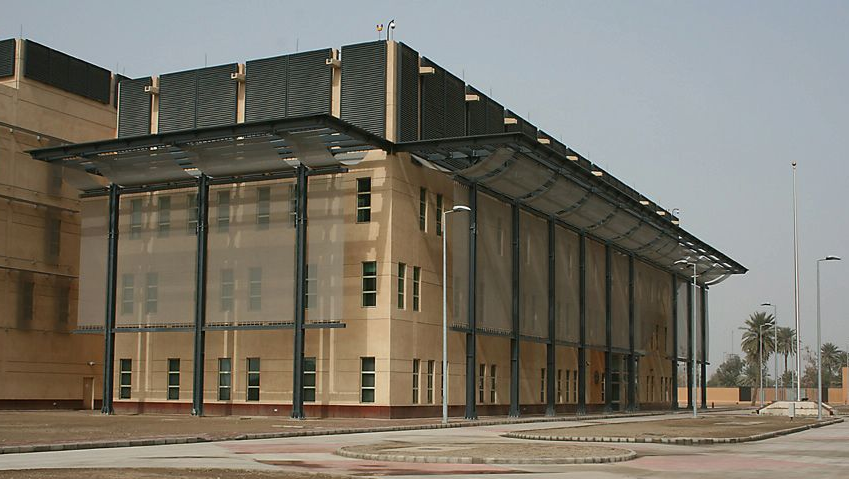
Die US-Botschaft in Bagdad

Das Areal wurde von amerikanischen Truppen im April 2003 nach einigen der heftigsten Kämpfe um Bagdad eingenommen. Wenige amerikanische Soldaten wurden getötet, allerdings starben viele Iraker bei den Kampfhandlungen. Kurz vor der Invasion flüchtete Saddam Hussein und die meisten anderen Bewohner aus dem Gebiet, da man Gefangennahmen durch die Koalitionstruppen oder Repressalien durch Iraker fürchtete.
Obwohl ein Großteil der Ministerien durch Luftschläge bereits zerstört worden war, existierte noch eine große Anzahl an nun freistehenden Gebäuden im Zentrum Bagdads. Die zivilen Kräfte der Koalitions-Übergangsverwaltung, die kurz nach den Invasionstruppen vor Ort waren, entschieden sich aufgrund der optimalen Voraussetzungen dafür, den Bereich administrativ zu nutzen.
Jay Garner, der Chef des Wiederaufbauteams, schlug seine Zelte im Republikanischen Palast auf; andere Villen wurden von Regierungsbeamten und privaten Unternehmen bezogen. Ungefähr 5000 offizielle und zivile Kräfte siedelten sich in dem Gebiet an.
Die verlassenen Gebäude waren nicht nur für die Koalitionstruppen attraktiv, sondern auch für obdachlose Iraker. Einige dieser hatten ihre Häuser während der Kampfhandlungen verloren, aber die meisten waren vor dem Krieg schon Bettler und/oder ohne ständigen Wohnsitz in den Slums der Stadt unterwegs gewesen und hoben durch Umzug in die leerstehenden Häuser ihren Lebensstandard in nicht unerheblichem Maße an. Sie gingen davon aus, dass sie, da sie nicht der Baath-Partei Saddam Husseins angehörten, genauso das Recht hätten, die Häuser zu bewohnen wie die Verwaltung der Koalitionstruppen. Im Moment leben ungefähr 5000 dieser Iraker weiterhin in der Grünen Zone.
Die Grüne Zone beherbergt darüber hinaus eine kleine Garnison amerikanischer Truppen, die den ganzen Komplex bewacht und die Zufahrten zur Zone mit Soldaten ausstattet. Grundsätzlich übernimmt diese Aufgabe ein Bataillon unter der Führung der multinationalen Division Bagdads. Zusätzlich bewachten Soldaten Georgiens einige der Zufahrten zur internationalen Zone. Einige der ursprünglichen Bewohner, die nicht flüchteten, leben auch weiterhin in dem Bereich. Viele sind nicht gemeldete Hausbesetzer in einem Areal, das man gemeinhin „215 Apartments“ nennt.
Die Grüne Zone wird komplett von hohen Betonmauern, T-Mauern und Stacheldrahtzaun umgeben. Zugang zum Gebiet bieten eine Handvoll Checkpoints, die alle von Koalitionstruppen kontrolliert werden. Dies führte in der Vergangenheit zu einigen Rebellenangriffen, u. a. mit Raketen, die einige Opfer forderten. Im Oktober 2004 wurde die Zone von zwei Selbstmordattentaten erschüttert, die den Basar und das Café in der Grünen Zone zerstörten. Am 12. April 2007 wurde eine Bombe im Café des irakischen Parlaments gezündet. Mohammed Awad, ein Mitglied der Sunnitischen Nationalen Front für Dialog, wurde getötet. 22 weitere Personen – darunter einer der Vizepräsidenten – kamen ebenfalls ums Leben. Von Ostern 2008 bis zum 5. Mai 2008 wurde die Grüne Zone fast täglich mit Raketen bombardiert, die größtenteils vom Stadtteil Sadr City aus abgefeuert wurden. Am 6. April 2008 wurden zwei US-amerikanische Soldaten getötet und 17 weitere verwundet.
Seit der Wiedererlangung der Souveränität sind viele der Gebäude in der Grünen Zone der neuen irakischen Regierung übergeben worden. Die Grüne Zone ist noch immer Ausgangsbasis für viele privatwirtschaftliche Unternehmen im Militärbereich und beherbergt die US-Botschaft sowie die Großbritanniens, Ägyptens und Australiens. Die Ständige Vertretung der USA wurde im südlichen Bereich der Grünen Zone errichtet, mit Blick über den Tigris. Am 5. Januar 2009 wurde sie offiziell eröffnet. Sie besteht aus 27 Gebäuden, in denen rund 1000 Personen arbeiten. Sie ist damit die größte und teuerste diplomatische Vertretung der USA weltweit.
Am 1. Juni 2010 wurden die letzten amerikanischen Soldaten offiziell von der Bewachung der Grünen Zone abgezogen, nachdem die Verantwortung für die Sicherheit in der Grünen Zone schon zum 1. Januar 2009 an die irakische Armee übergeben worden war.
Bald darauf wurde die Grüne Zone wiederholt Ziel von Raketen- und Mörserangriffen. Am 30. April 2016 drangen erstmals seit 2003 mehrere hundert Iraker in die Grüne Zone ein. Der arabische Nachrichtensender al-Arabiya zeigte Bilder von Anhängern des schiitischen Predigers Muqtada as-Sadr, die über Betonmauern kletterten. Die Eindringlinge verschafften sich auch Zutritt zum irakischen Parlament, wo sie die irakische Fahne schwenkten und Losungen skandierten.

## Bekannte Orte und Gebäude in der Grünen Zone
- Koalitions-Übergangsverwaltung (Irak)
- Irakisches Parlament
- Al-Rashid-Hotel
- Denkmal der Schwerter von Kadesia
- Denkmal des unbekannten Soldaten
- Botschaft der Vereinigten Staaten in Bagdad
- Cafe in der Grünen Zone (zerstört, wiedereröffnet, inzwischen geschlossen)
- Basar in der Grünen Zone (zerstört)
- Tor des Assassinen
- Ibn-Sina-Krankenhaus